# Astrid Lindgren
Astrid Anna Emilia Lindgren là một nữ văn sĩ nổi tiếng và có nhiều ảnh hưởng trong giới văn học cho trẻ em của Thụy Điển.
Tác phẩm của bà đã được dịch ra gần 107 thứ tiếng khác nhau trên thế giới (2019), kể cả tiếng Việt. Nhiều nhân vật của bà được độc giả nhiều thế hệ trẻ trên thế giới ghi nhớ. Astrid Lindgren vẫn thường nói: "Trẻ em là những gì quan trọng nhất của chúng ta! Nếu chúng ta muốn tạo ra một thế giới tốt đẹp hơn, chúng ta phải bắt đầu từ con em chúng ta!".
Trong suốt cuộc đời 60 năm sáng tác, các truyện của bà về "Pippi Longstocking (Pippi cô gái tất dài)", "Emil", "Mardie", "Karlsson trên mái nhà", "Ronia con gái tên cướp", "Anh em Sư Tử Tâm" và còn nhiều nữa đã ảnh hưởng và tiếp tục còn ảnh hưởng nhiều thế hệ trẻ em ở Thuỵ Điển và trẻ em trên toàn thế giới.

## Tiểu sử và sự nghiệp
Astrid Lindgren khi sinh thời được đặt tên là Astrid Ericsson. Bà sinh ngày 14 tháng 11 năm 1907 tại một thị trấn nhỏ tên là Vimmerby thuộc tỉnh Småland ở miền nam Thuỵ Điển. Là người con thứ hai trong một gia đình có bốn con. Thời niên thiếu của bà và các anh chị em là thời gian hạnh phúc nhất. Họ đã được hưởng quyền tự do kết hợp với an toàn. Theo Astrid Lindgren, thời niên thiếu có ảnh hưởng rất nhiều trong các tác phẩm của bà.
Lindgren viết về đứa trẻ trong con người bà, nhưng khác với những nhà văn khác và điều này làm cho chuyện của bà đặc biệt hơn đó là khả năng nhớ lại một cách sống động và chi tiết về những ngày bà con nhỏ và bà nhớ như in những điều bà ưa thích cũng như những khát vọng, mong muốn của bà. Bà không bao giờ quên đi cái mùi vị, âm thanh, ánh sáng và những cảm giác của thời con gái mà bà đã trải nghiệm và chuyện của bà đã phản ánh những cảm xúc đó.
Lindgren cho rằng không có cách nào tốt hơn để phát triển cơ thể, tâm hồn và trí tưởng tượng của trẻ thơ bằng việc trẻ được tự do vui chơi một cách an toàn trong khuôn khổ linh hoạt của các giá trị đạo đức. Trọng tâm của các tác phẩm của bà là sức mạnh và tiềm năng sáng tạo tiềm ẩn trong trí tưởng tượng sống động của trẻ em. Tất cả các nhân vật hư cấu của bà – trên hết là Pippi – đều có một trí tưởng tưởng phong phú, và chúng nắm bắt mọi cơ hội để khám phá cuộc sống và thế giới xung quanh chúng một cách vui vẻ nhất. Astrid Lindgren tin rằng mọi điều xảy ra trong cuộc sống thật phải được xảy ra trước tiên trong trí tưởng tượng của ai đó. Bà cũng mong rằng khái niệm phi bạo lực cũng sẽ đi vào trí tưởng tượng của bạn đọc và trong trí tưởng tượng và văn hoá mà họ chia sẻ với nhau. Đó chính là thông điệp và là động lực trong toàn bộ sự nghiệp sáng tác của bà.
Trong cuộc sống cũng như trong truyện, bà luôn luôn đứng về phía những kẻ yếu và những ai bị lạm dụng, cho dù là trẻ em, người lớn hay các con vật.
Trong sự nghiệp của mình, Lindgren đã được nhận rất nhiều giải thưởng của các nước Bắc Âu và giải thưởng quốc tế cho những tác phẩm của bà. Đó là những giải thưởng: Huy chương Hans Christian Andersen, được coi như là Giải Nobel cho văn học dành cho trẻ em; Huy chương Karen Blixen của Học viện Đan Mạch; Huy chương Leo Tolstoy của Nga; Giải Gabriela Mistral của Chile và Giải Selma Lagerlöf của Thuỵ Điển, Giải Hòa bình của ngành kinh doanh sách Đức năm 1978, Giải thưởng Right Livelihood (1994).
Có hai giải thưởng mang tên bà đã được thành lập. Năm 1967, nhân ngày sinh thứ 60 của bà, nhà xuất bản của bà, Rabén & Sjögren đã sáng lập Giải Astrid Lindgren. Sau khi nhà văn qua đời năm 2002, Chính phủ Thuỵ Điển thành lập Giải tưởng niệm Astrid Lindgren, để tưởng nhớ bà và các tác phẩm của bà, đồng thời để khuyến khích và tăng cường phát triển văn học cho trẻ em.

### Tác phẩm
- Pippi Tất Dài
- Mio, con trai ta
- Lại là thằng nhóc Emil
- Karlsson trên mái nhà
- Ronia, con gái tên cướp
- Anh em Sư Tử Tâm

## Công trình (chọn lọc)

### Series
- Bill Bergson series (Mästerdetektiven Blomkvist)
  - Bill Bergson, Master Detective (Mästerdetektiven Blomkvist, 1946)
  - Bill Bergson Lives Dangerously (Mästerdetektiven Blomkvist lever farligt, 1951)
  - Bill Bergson and the White Rose Rescue (Kalle Blomkvist och Rasmus, 1954)
- Children's Everywhere series
  - Noriko-San: girl of Japan (also known as: Eva Visits Noriko-San, Swedish: Eva möter Noriko-san, 1956)
  - Sia Lives on Kilimanjaro (Sia bor på Kilimandjaro, 1958)
  - My Swedish Cousins (Mina svenska kusiner, 1959)
  - Lilibet, circus child (Lilibet, cirkusbarn, 1960)
  - Marko Lives in Yugoslavia (Marko bor i Jugoslavien, 1962)
  - Dirk Lives in Holland (Jackie bor i Holland, 1963)
  - Randi Lives in Norway (also known as: Gerda Lives in Norway, Swedish: Randi bor i Norge 1965)
  - Noy Lives in Thailand (Noy bor i Thailand, 1966)
  - Matti Lives in Finland (Matti bor i Finland, 1968)
- The Children on Troublemaker Street series
  - The Children on Troublemaker Street (also known as: Lotta, Lotta Says No!, Mischievous Martens, Swedish: Barnen på Bråkmakargatan, 1956)
  - Lotta on Troublemaker Street (also known as: Lotta Leaves Home, Lotta Makes a Mess, Swedish: Lotta på Bråkmakargatan, 1961)
  - Lotta's Bike (also known as: Of Course Polly Can Ride a Bike, Swedish: Visst kan Lotta cykla, 1971)
  - Lotta's Christmas Surprise (also known as: Of Course Polly Can Do Almost Anything, Swedish: Visst kan Lotta nästan allting, 1965
  - Lotta's Easter Surprise (Visst är Lotta en glad unge, 1990)
- Emil of Lönneberga series (Emil i Lönneberga)
  - Emil in the Soup Tureen (also known as: Emil and the Great Escape, That Boy Emil!, Swedish:  Emil i Lönneberga, 1963)
  - Emil's Pranks (also known as: Emil and the Sneaky Rat, Emil Gets into Mischief, Swedish: Nya hyss av Emil i Lönneberga, 1966)
  - Emil and Piggy Beast (also known as: Emil and His Clever Pig, Swedish: Än lever Emil i Lönneberga, 1970)
  - Emil's Little Sister (also known as: När lilla Ida skulle göra hyss, 1984)
  - Emil's Sticky Problem (also known as: Emils hyss nr 325, 1970)
- Karlsson-on-the-Roof series (Karlsson på taket)
  - Karlsson-on-the-Roof (also known as: Karlson on the Roof, Swedish: Lillebror och Karlsson på taket, 1955)
  - Karlson Flies Again (also known as: Karlsson-on-the-Roof is Sneaking Around Again, Swedish Karlsson på taket flyger igen, 1962)
  - The World's Best Karlson (Karlsson på taket smyger igen, 1968)
- Kati series
  - Kati in America (Kati i Amerika, 1951)
  - Kati in Italy (Kati på Kaptensgatan, 1952)
  - Kati in Paris (Kati i Paris, 1953)
- Madicken series
  - Mardie (also known as: Mischievous Meg, Swedish Madicken, 1960)
  - Mardie to the Rescue (Madicken och Junibackens Pims, 1976)
  - The Runaway Sleigh Ride (Titta, Madicken, det snöar!, 1983)
- Peter & Lena series
  - I Want a Brother or Sister (also known as: That's My Baby, Swedish: Jag vill också ha ett syskon, 1971)
  - I Want to Go to School Too (Jag vill också gå i skolan, 1971)
- Pippi Longstocking series (Pippi Långstrump)
  - Pippi Longstocking (Pippi Långstrump, 1945)
  - Pippi Goes On Board (also known as: Pippi Goes Aboard, Swedish: Pippi Långstrump går ombord, 1946)
  - Pippi in the South Seas (Pippi Långstrump i Söderhavet, 1948)
  - Pippi's After-Christmas Party (Pippi Långstrump har julgransplundring, 1950)
  - Pippi Longstocking in the Park (Pippi Långstrump i Humlegården, 1945)
  - Pippi Moves In! (Pippi flyttar in, 1969)
- The Six Bullerby Children / The Children of Noisy Village series (Barnen i Bullerbyn)
  - The Children of Noisy Village (also known as: Cherry Time at Bullerby, Swedish: Alla vi barn i Bullerbyn , 1947)
  - Happy Times in Noisy Village (Bara roligt i Bullerbyn, 1952)
  - Christmas in Noisy Village (Jul i Bullerbyn, 1963)
  - Springtime in Noisy Village (Vår i Bullerbyn', 1965)
  - Children's Day in Bullerbu (also known as: A Day at Bullerby, 1967)
- The Tomten series
  - The Tomten (Tomte är vaken, 1960)
  - The Tomten and the Fox (Räven och Tomten, 1966)

### Sách cá nhân
- The Brothers Lionheart (Bröderna Lejonhjärta, 1973)
- Brenda Brave Helps Grandmother (Kajsa Kavat hjälper mormor, 1958)
- A Calf for Christmas (När Bäckhultarn for till stan, 1989)
- Christmas in the Stable (Jul i stallet, 1961)
- The Day Adam Got Mad (also known as: Goran's Great Escape, The Day Adam Got Angry, Swedish: När Adam Engelbrekt blev tvärarg, 1991)
- The Dragon with Red Eyes (Draken med de röda ögonen, 1985)
- The Ghost of Skinny Jack (Skinn Skerping – Hemskast av alla spöken i Småland, 1986)
- How Astrid Lindgren achieved enactment of the 1988 law protecting farm animals in Sweden (Min ko vill ha roligt, 1990)
- I Don't Want to Go to Bed (Jag vill inte gå och lägga mig!, 1947)
- In the Land of Twilight (I Skymningslandet, 1994)
- Mio, My Son (also known as: Mio, My Mio, Swedish: Mio, min Mio, 1954)
- Mirabelle (Mirabell, 2002)
- Most Beloved Sister (also known as: My Very Own Sister, Swedish: Allrakäraste syster, 1973)
- My Nightingale Is Singing (Spelar min lind, sjunger min näktergal, 1959)
- Never Violence (Aldrig våld, 2018)
- Rasmus and the Vagabond (also known as: Rasmus and the Tramp, Swedish: Rasmus på luffen, 1956)
- Ronia the Robber's Daughter (Ronja rövardotter, 1981)
- The Red Bird (Sunnanäng, 1959)
- Scrap and the Pirates (also known as: Skrallan and the Pirates, Swedish: Skrållan och Sjörövarna, 1967)
- Simon Small Moves In (Nils Karlsson-Pyssling flyttar in, 1956)
- Samuel August from Sevedstorp and Hanna i Hult (also known as A love story, Swedish: Samuel August från Sevedstorp och Hanna i Hult, 1975)
- Seacrow Island (Vi på Saltkråkan, 1964)
- War Diaries, 1939-1945 (Krigsdagböcker 1939–1946, 2015)

### Vở kịch của Astrid Lindgren
Ngoài tiểu thuyết của cô, truyện ngắn và sách ảnh, Astrid Lindgren đã viết một số vở kịch. Nhiều vở kịch đã được tạo ra trong những năm 1940 và 1950 phối hợp với bạn bè của cô Elsa Olenius, một nhà tiên phong trong nhà hát trẻ em Thụy Điển. Nhiều câu chuyện được viết riêng cho nhà hát. Họ đã được dịch sang nhiều ngôn ngữ, bao gồm Đan Mạch, Phần Lan và Rumani. Hầu hết các vở kịch của Astrid Lindgren chưa được dịch ra tiếng Anh.
- Kalle Blomkvist, Nisse Nöjd och Vicke på Vind
- Jul hos Pippi Långstrump
- Serverat, Ers Majestät!
- En fästmö till låns
- Huvudsaken är att man är frisk
- Jag vill inte vara präktig
- Snövit
- Pippi Långstrumps liv och leverne